# بوبي إمونز
بوبي إمونز (بالإنجليزية: Bobby Emmons)‏ هو عازف بيانو وموسيقي وكاتب أغاني أمريكي، ولد في 19 فبراير 1943 في كورينث في الولايات المتحدة، وتوفي في 23 فبراير 2015 في ناشفيل في الولايات المتحدة.

## روابط خارجية
- بوبي إمونز على موقع IMDb (الإنجليزية)
- بوبي إمونز على موقع ميوزك برينز (الإنجليزية)
- بوبي إمونز على موقع أول ميوزيك (الإنجليزية)
- بوبي إمونز على موقع ديسكوغز (الإنجليزية)